# Regatul himiarit

Arabia de sud-vest pe la 100 î.Hr.

Regatul himiarit sau Himyar (în arabă:مملكة حِمْيَر Mamlakat Himyar) a fost un regat sud-arabic din Yemenul antic, care a existat între 110 î.Hr- 520 d.Hr.
Grecii și romanii îl numeau Regatul Homerit.   
Capitala sa era orașul antic Zafar, cu cetatea Raydan aflată la 2.800 m înălțime, la circa 14 km sud-est de actualul oraș Yarim. Hiamariții au cucerit treptat regiunile din jur - Saba pentru prima dată pe la 25 î.Hr, apoi Qataban pe la 200 d.Hr., și Hadramautul prin anul 300. După multe alternări de putere, prin anul 280 Regatul Saba a fost cucerită de ei definitiv. 
În 525 regatul a căzut sub loviturile invadatorilor etiopieni creștini din Aksum.
După P.Hitti, himiariții erau triburi înrudite cu sabeenii și în cele din urmă au moștenit de la mineo-sabeeni cultura lor și comerțul
Limba lor  era practic similară cu cea a sabeenilor și a mineenilor. 
Pliniu s-a referit la agricultura în aceste regiuni, afirmații care au fost confirmate de digurile și cisternele menționate în inscripții.S-au găsit și urmele unui intens comerț cu tămâie.

## Istoria

### Ascensiunea regatului himiarit

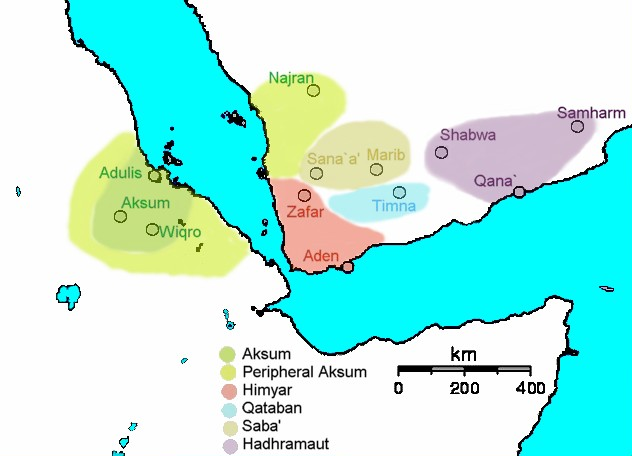
Harta Arabiei de Sud și a Imperiului Aksum prin anul 230 d.Hr.

Himiariții s-au stabilit deja in secolul al V-lea î.Hr. în zona de graniță dintre Qataban și Hadramaut. Probabil că în primul secol I d.Hr. uniunea triburilor Himiar din Munții Yemenului a obținut independența față de  Qataban,   
Perioada himiarită, a cărei datare s-a stabilit după găsirea de inscripții ale regatului sabeo-himiarit, a început prin 110 î.Hr. Capitala lui era Zafar.  
Deoarece noul regat se afla inițial mai la distanță de Drumul mirodeniilor, el s-a extins spre coastă, pentru a putea controla comerțul maritim la ieșirea din Marea Roșie. După Kenneth A.Kitchen, la începutul secolului I d.Hr.regatele Saba și Himiar s-au unit pe cale pașnică.Această uniune s-a destrămat, însă, dupa Kitchen, pe la 140 d.Hr. În următoarele decenii Saba și Himiar s-a aflat mai mult în relații de ostilitate, iar bătălia de la Hurmatum din 248/249 nu s-a terminat prin victoria decisivă a niciuneia dintre părți. Prin anii 260-270 Himiarul a reușit să-și manifeste superioritatea în raport cu Saba și a luat iarăși ființă un regat sabeo-himiarit, a cărui capitală a rămas la Zafar. Prin 275 și teritoriul Qatabanului a căzut în întregime sub dominația himiarita. Regii din Zafar se puteau de acum declara „Regi ai Sabei, ai Dhu Raydan, Hadramaut și Yamanat”. Prin Dhu Raydan se înțelegea reședința suveranilor din Zafar. 
La începutul domniei sale, în anul 275 regele Yasser Yuhan'im i-a izgonit pe etiopienii aksumi'i din Tihama, care stăpâneau acolo de câteva secole.
Departe de regatele sud-arabice, împărații sasanizi ai Persiei, care, în anul 224, luaseră locul parților, au început să avanseze planuri hegemoniste pe cuprinsul Asiei anterioare și al Peninsulei arabice.În cele din urmă perșii sasanizi au ajuns până în  Himiar.   

### Trecerea la monoteism

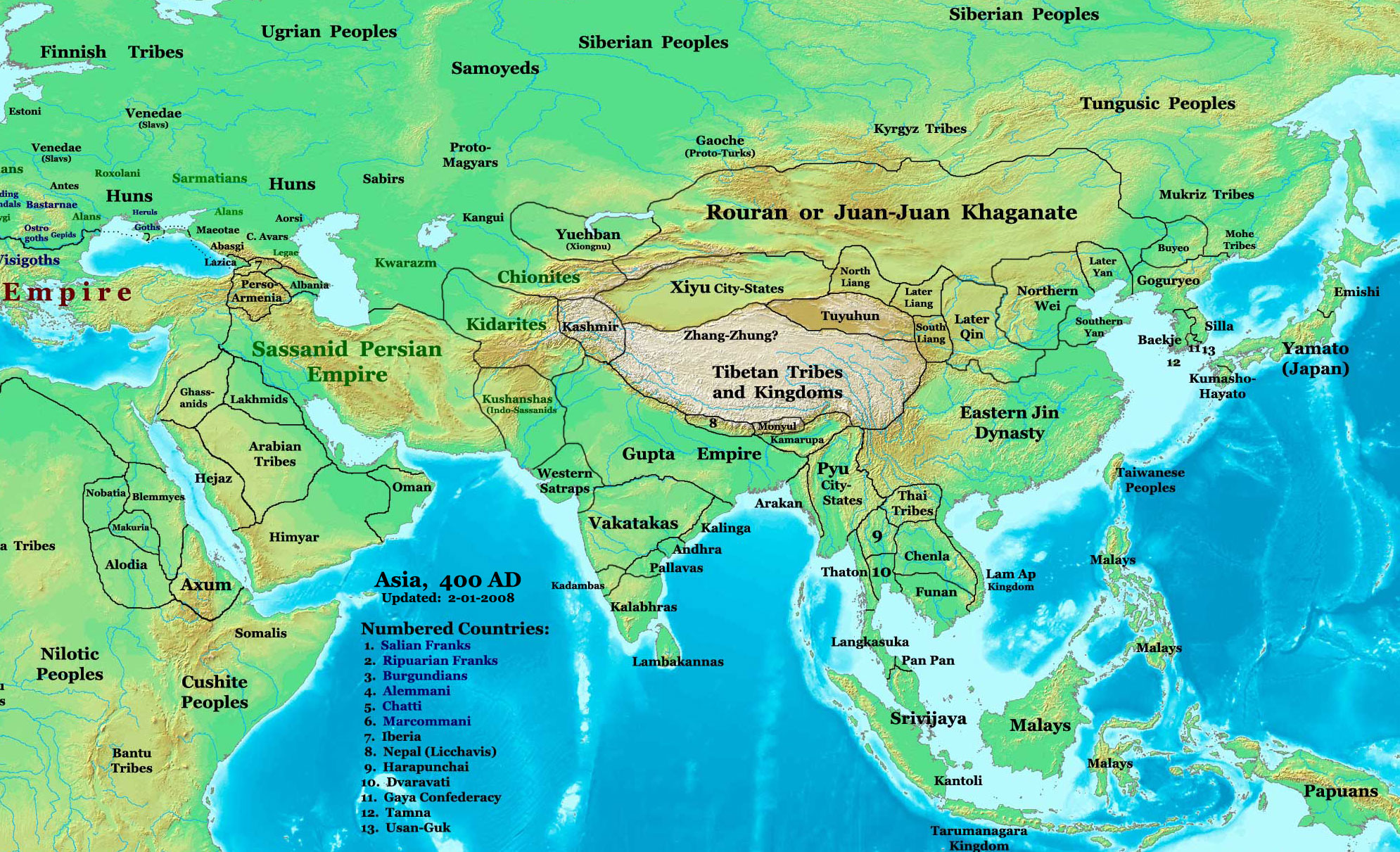
Asia în secolul al V-lea, inclusiv regatul Himiar

În prima jumătate a secolului al IV-lea a apărut prima oară în inscripțiile himiarite mențiunea lui „Ilan, Stăpânul Cerului”
Aceasta vestea tranziția în Himiar la forme de monoteism, care spre finele secolului al IV-lea  au devenit prezente și în forurile conducătoare statale.
O altă inscripție din invoca pe Ayman, „Stăpânul Vieții și al Morții, Stăpânul Cerului și al Pământului, care le-a creat pe toate” 
Ulterior, în veacul al V-lea, în locul lui Ilan au apărut numele a unui Dumnezeu numit Ilahan, iar ulterior Rahmanan,   
Regatul himiarit a ajuns la apogeu în prima jumătate a secolului al V-lea, în timpul domniei lui Abukarib Assad. Prin campaniile sale până la Iathrib, influenta Hiamarului s-a extins nu numai în sudul dar și într-o mare parte din vestul Arabiei.
În continuare răscoale ale beduinilor însoțesc decăderea vechilor centre comerciale ale Drumului Mirodeniilor. Înălțimile Yemenului cu marile lui cantități de precipitații și agricultura lor dezvoltată capătă în acei ani o mare însemnătate în economia regatului.

### Între Etiopia și Persia
La începutul secolului al VI-lea viața himiariților a fost dominată de conflictul dintre partidele care simpatizau cu creștinismul, legate de Regatul Axum din Etiopia și cele care susțineau autonomia. Domnia lui Maʿdīkarib Yaʿfur a fost caracterizată de prevalența taberei creștine pro-etiopiene.
Yusuf Asʾar Yathʾar, care a ajuns pe tronul regatului în jurul anului 522, în urma unei rebeliuni, și care susținea cauza partidei autonomiste, s-a convertit la iudaism, probabil, pentru a sublinia poziția Iemenului ca putere independentă. La scurtă vreme după luarea puterii, Yusuf a pornit războiul împotriva
regatului creștin al Axumului, în cursul căruia el a prigonit pe etiopienii și pe creștinii din regat.
În anul 525 negusul etiopian Ella Asbeha a organizat o expediție militară în Himyar, în cursul căreia Yusuf As'ar Yath'ar a fost ucis, iar in locul său a fost înscăunat un vasal al etiopienilor, Sumyafa Ashwa, deoarece axumiților le era mai lesne să guverneze prin intermediul unui localnic decât în mod direct.  
Acesta din urma a fost in cele din urma detronat în jurul anilor 530 de către Abraha, un general etiopian, în circumstanțele unei răscoale.
Prin anul 535 Abraha s-a proclamat independent de Imperiul Axumit și a ales Sanaa drept capitală.În acest fel, el a depășit izolarea politică-geografică ce caracteriza Zafarul, s-a detașat de tradiția himyarită de până atunci și a profitat de înflorirea cetătii Sanaa care era un animat centru de pelerinaj.
În jurul anului 570 urmași ai elitei himyarite au apelat la Perșii Sasanizi și le-a cerut să-i ajute în a-i izgoni pe etiopieni.
În anii 575-576 Sasanizii au intervenit în Yemen și au transformat Himyarul într-un protectorat persan.După ce în 597 a murit Saif ibn Dhi Yazan, ultimul vasal himyarit al Sasanizilor, aceștia au trecut la conducerea directă a teritoriului, transformându-l în provincie persană. 
În acea perioadă tulbure, după ultima spargere a digului de la Ma'rib, acest oraș a fost abandonat definitiv.

## Lista regilor din Himyar
Tabelul următor cuprinde pe regii din Himyar, după o cercetare a lui Kitchen din 1994:
| Numele                            | Perioada aproximativă de domnie | Note                                                               |
| --------------------------------- | ------------------------------- | ------------------------------------------------------------------ |
| Mabhad                            | 115-100 î. Hr.                  | fiul lui Abhad, cunoscut numai ca un eponim din perioada himyarită |
| Sumhu'ali Dharih III.             | 20-5 î. Hr.                     | cunoscut numai ca tată al urmașului său                            |
| Dhamar'ali Watar Yuhan'im         | 5 î. Hr. - 20 d. Hr.            |                                                                    |
| Yada'il Watar II.                 | 20-25 d. Hr.                    |                                                                    |
| Dhamar'ali Bayyin II.             | 25-45 d. Hr.                    |                                                                    |
| Karib'il Watar Yuhan'im I.        | 45-60 d. Hr.                    |                                                                    |
| Dhamar'ali Dharih                 | 70-80 d.Hr.                     |                                                                    |
| Yuhaqam                           | 80-85 d. Hr.                    |                                                                    |
| Karib'il Bayyin III.              | 85-90 d. Hr.                    |                                                                    |
| Nasha'karib Yuha'min I.           | 90-100 d. Hr.                   |                                                                    |
| Rabbshams Nimran                  | 100-110 d. Hr.                  |                                                                    |
| Ilsharah Yahdab I.                | 110-125 d. Hr.                  |                                                                    |
| Watar Yuha'min                    | 125-135 d. Hr.                  |                                                                    |
| Sa'jams 'Asra                     | 135-145 d. Hr.                  |                                                                    |
| Yasir Yuhasdiq                    | 140-145 d. Hr.                  |                                                                    |
| Dhama'ali Yuhabirr I.             | 145-160 d. Hr.                  |                                                                    |
| Tha'ran I.                        | 160-170 d. Hr.                  |                                                                    |
| ?                                 |                                 |                                                                    |
| Tha'ran II. Ya'ub Yuhan'im        | 220-225 d. Hr.                  |                                                                    |
| Li'azz Yuhanuf Yuhasdiq           | 225-230 d. Hr.                  |                                                                    |
| Shammar Yuhahmid                  | 230-245 d. Hr.                  |                                                                    |
| Karib'il Ayfa                     | 245-265 d. Hr.                  |                                                                    |
| Yasir Yuhan'im I.                 | 275-285 d. Hr.                  |                                                                    |
| Shammar Yuhar'ish                 | 238-300 d. Hr.                  | a învins definitiv Hadramautul                                     |
| Yasir Yuhan'im II.                | 300-310 d. Hr.                  |                                                                    |
| Dhamar'ali Yuhabirr II.           | 310-315 d. Hr.                  |                                                                    |
| Tha'ran Yuhan'im                  | 315-340 d. Hr.                  |                                                                    |
| Malkikarib Yuha'min I.            | 340-345 d. Hr.                  |                                                                    |
| Karib'il Watar Yuhan'im III.      | 345-360 d. Hr.                  |                                                                    |
| (Hasan) Malkikarib Yu(ha)'min II. | 375-410 d. Hr.                  |                                                                    |
| Dharaʾʾamar Ayman                 | 375-410 d. Hr.                  | Co-regent                                                          |
| Abukarib As'ad                    | 410-435 d. Hr.                  |                                                                    |
| Hasan Yuha'min                    | 436-440 d. Hr.                  |                                                                    |
| Sharahbil Ya'fur                  | 440-458 d. Hr.                  |                                                                    |
| Sharahbil Yakuf                   | 458-485 d. Hr.                  |                                                                    |
| Ma'adikarib I. Yan'um             | 485-490 d. Hr.                  |                                                                    |
| Abd-kulalum                       | 490-495 d. Hr.                  |                                                                    |
| Marthad'ilum Yanuf                | 495-505 d. Hr.                  |                                                                    |
| Ma'adikarib II. Ya'fur            | 505-517 d. Hr.                  |                                                                    |
| Yusuf Asʾar Yathʾar (Dhu Nuwas)   | 517-525 d. Hr.                  | cel dintâi rege evreu, a fost învins de către Axum                 |
| Simyafa Aschwa                    | 525-536 d. Hr.                  | rege marionetă vasal Axumului                                      |
| Abraha                            | 536-570 d. Hr.                  |                                                                    |